# Aldina discolor
Aldina discolor är en ärtväxtart som beskrevs av George Bentham. Aldina discolor ingår i släktet Aldina och familjen ärtväxter. Inga underarter finns listade i Catalogue of Life.